# Gun Röring
Gun Röring (17 giugno 1930 – 17 marzo 2006) è stata una ginnasta svedese.

## Palmarès

### Olimpiadi
- Oro a Helsinki 1952 negli attrezzi a squadre.